# Winfield (West Virginia)
Winfield is een plaats (town) in de Amerikaanse staat West Virginia, en valt bestuurlijk gezien onder Putnam County.

## Demografie
Bij de volkstelling in 2000 werd het aantal inwoners vastgesteld op 1858.
In 2006 is het aantal inwoners door het United States Census Bureau geschat op 2040, een stijging van 182 (9.8%).

## Geografie
Volgens het United States Census Bureau beslaat de plaats een oppervlakte van
7,0 km², waarvan 6,9 km² land en 0,1 km² water. Winfield ligt op ongeveer 174 m boven zeeniveau.

## Plaatsen in de nabije omgeving
De onderstaande figuur toont nabijgelegen plaatsen in een straal van 12 km rond Winfield.